# Nyreforeningen
Nyreforeningen er en dansk patientforening og interesseorganisation, der har til formål at varetage interesserne for nyresyge, bl.a. dialysepatienter og nyretransplanterede, samt mennesker med en urinvejssygdom, bl.a. nyresten, pårørende og donorer. 
Organisationen blev stiftet i 1975 og har ca. 6.200 medlemmer (2025), fordelt på 16 lokale kredse. Foreningen støtter gennem sin forskningsfond den danske forskning inden for nyreområdet.
Nyreforeningens arbejde består i at udbrede kendskab til nyre- og urinvejssygdomme og forbedre patientvilkår og behandlingsmuligheder. Det sker ved at give information om nyresygdomme og deres behandling, kursusvirksomhed, støtte til forskning, arbejde for at fremme mulighederne for organtransplantation samt at sikre mulighed for dialyse ved ferie gennem drift af små dialysecentre.
Foreningens formand er Malene Deele, og Michael Buksti er direktør.
Hendes Kongelige Højhed Kronprinsesse Mary er protektor for Nyreforeningen.